# Rodd vid olympiska sommarspelen 1956
Rodd vid olympiska sommarspelen 1956 avgjordes i Melbourne i Australien.

## Medaljörer
| Event                         | Guld | Silver | Brons |
| Singelsculler Detaljer...     | Vjatjeslav Ivanov (URS) | Stuart MacKenzie (AUS) | John B. Kelly, Jr. (USA) |
| Dubbelsculler Detaljer...     | Aleksandr Berkutov och Juri Tjukalov (URS)                                                                                          | Pat Costello och James Gardiner (USA) | Murray Riley och Mervyn Wood (AUS)                                                                                                  |
| Tvåa utan styrman Detaljer... | James Fifer och Duvall Hecht (USA)                                                                                                  | Igor Buldakov och Viktor Ivanov (URS) | Josef Kloimstein och Alfred Sageder (AUT)                                                                                           |
| Tvåa med styrman Detaljer...  | USA Arthur Ayrault Conn Findlay Kurt Seiffert                                                                                       | Tysklands förenade lag Karl-Heinrich von Groddeck Horst Arndt Rainer Borkowsky                                                               | Sovjetunionen Ihor Jemrjuk Georgij Zjylin Vladimir Petrov                                                                           |
| Fyra utan styrman Detaljer... | Kanada Archibald McKinnon Lorne Loomer Walter D'Hondt Donald Arnold                                                                 | USA John Welchli John McKinlay Art McKinlay James McIntosh                                                                                   | Frankrike René Guissart Yves Delacour Gaston Mercier Guy Guillabert                                                                 |
| Fyra med styrman Detaljer...  | Italien Albert Winkler Romano Sgheiz Angelo Vanzin Franco Trincavelli Ivo Stefanoni                                                 | Sverige Olle Larsson Gösta Eriksson Ivar Aronsson Evert Gunnarsson Bertil Göransson                                                          | Finland Kauko Hänninen Reino Poutanen Veli Lehtelä Toimi Pitkänen Matti Niemi                                                       |
| Åtta med styrman Detaljer...  | USA Thomas Charlton David Wight John Cooke Donald Beer Caldwell Esselstyn Charles Grimes Rusty Wailes Robert Morey William Becklean | Kanada Philip Kueber Richard McClure Robert Wilson David Helliwell Donald Pretty Bill McKerlich Douglas McDonald Lawrence West Carlton Ogawa | Australien Michael Aikman David Boykett Fred Benfield Jim Howden Garth Manton Walter Howell Adrian Monger Brian Doyle Harold Hewitt |

## Medaljtabell
| Pl.    | Nation                 | Guld | Silver | Brons | Totalt |
| ------ | ---------------------- | ---- | ------ | ----- | ------ |
| 1      | USA                    | 3    | 2      | 1     | 6      |
| 2      | Sovjetunionen          | 2    | 1      | 1     | 4      |
| 3      | Kanada                 | 1    | 1      | 0     | 2      |
| 4      | Italien                | 1    | 0      | 0     | 1      |
| 5      | Australien             | 0    | 1      | 2     | 3      |
| 6      | Tysklands förenade lag | 0    | 1      | 0     | 1      |
| 6      | Sverige                | 0    | 1      | 0     | 1      |
| 8      | Österrike              | 0    | 0      | 1     | 1      |
| 8      | Frankrike              | 0    | 0      | 1     | 1      |
| 8      | Finland                | 0    | 0      | 1     | 1      |
|        |                        |      |        |       |        |
| Totalt | Totalt                 | 7    | 7      | 7     | 21     |